# 伏爾泰
伏尔泰（法語：Voltaire，1694年11月21日—1778年5月30日），原名弗朗索瓦-马里‧阿鲁埃（法語：François-Marie Arouet），法国启蒙時代哲学家、作家，其不仅在哲学上有卓越成就，也以捍卫公民自由，特别是信仰自由和司法公正而闻名。尽管在他所处的时代审查制度十分严厉，伏尔泰仍然公开支持社会改革。他的论说以讽刺见长，常常抨击天主教會的教条和当时的法国教育制度。伏尔泰的著作和思想与托马斯·霍布斯及约翰·洛克一道，為日後的君主立憲和共和主義立下基礎，也对美国革命和法国大革命的主要思想家都有影响。

## 生平
伏爾泰出生在巴黎一个富裕的中产阶级家庭，是家裡五個孩子當中的幼子（最後只有三個孩子存活下來），父亲弗朗索瓦‧阿鲁埃（François Arouet）是一位法律公证人，后任审计院司务。母亲瑪莉‧瑪格麗特‧杜馬（Marie Marguerite d'Aumart）来自普瓦图省的一个贵族家庭。伏爾泰先后在巴黎耶穌會和路易大帝高中接受教育。据说伏尔泰非常聪明，3岁即可背诵文学名著，12岁能够作诗。在高中时代，伏尔泰便掌握了拉丁文和希腊文，后来更通晓意大利语、西班牙语和英语。1711年至1713年间攻读法律。投身文学之前，伏尔泰还为法国驻荷兰大使当过秘书，并与一名法国女子堕入爱河。两人私奔的计划被伏尔泰的父亲发现，被迫回国。
事实上，伏尔泰在高中毕业后便有从文的愿望，但他的父亲希望他读法律。伏尔泰假装在巴黎为一名律师担任助手，实际上大多数时间用在创作讽刺诗上。这件事很快被他父亲发现，将他送到外省（巴黎地区之外的地方）读法律。然而，伏尔泰坚持写作论文和作不太讲究考证的历史研究。当时的法国絕對主義君主制度正蕴育着深刻的危机。伏尔泰曾担任过一段驻外使馆的秘书和法庭的书记，出入于贵族圈中，他以诗人的敏感经常针砭时尚、评论朝政，以谈锋犀利和妙语连珠引人瞩目。因此他也遭到封建专制统治者的不断迫害。1715年，伏尔泰因写诗讽刺当时摄政王奥尔良公爵被流放到苏里。

### 以伏爾泰自稱
1717年，他因写讽刺诗影射宫廷的淫乱生活，被投入巴士底狱关押了11个月。在狱中，伏尔泰完成了他的第一部剧本：关于路易十五的摄政，菲利普二世（奥尔良公爵）的《俄狄浦斯王》（Œdipe）。这部作品中，他首次使用了“伏尔泰”作为笔名，这来自他在法国南部的故乡一座城堡的名字。出狱不久的1718年秋，《俄狄浦斯王》在巴黎上演引起轰动，伏尔泰赢得了“法兰西最优秀诗人”的桂冠。1726年，伏尔泰又遭贵族德·罗昂的污辱并遭诬告，又一次被投入巴士底狱达一年。出狱后，伏尔泰被驱逐出境，流亡英国。

### 英國時期
流亡英國的伏爾泰进入了一个新的人生时期，他對當地的政治、社會、宗教、科學等狀況非常感興趣。在英国居住的3年间 (1726年-1728年)，他详细考察了君主立宪的政治制度和当地的社会习俗，深入研究了英国的洛克等學者的理論和牛顿的物理学新成果，形成了反对封建专制主义的政治主张和自然神论的哲学观点。《哲学通信》就是他在英国的观感和心得的总结，也是他第一部哲学和政治学的专著。
1729年，因得到法国国王路易十五的默许，伏尔泰回到法国。以后一些年他陆续完成和发表了悲剧《布鲁特》、《扎伊尔》、以及历史著作《查理十二史》等。

### 西雷莊園

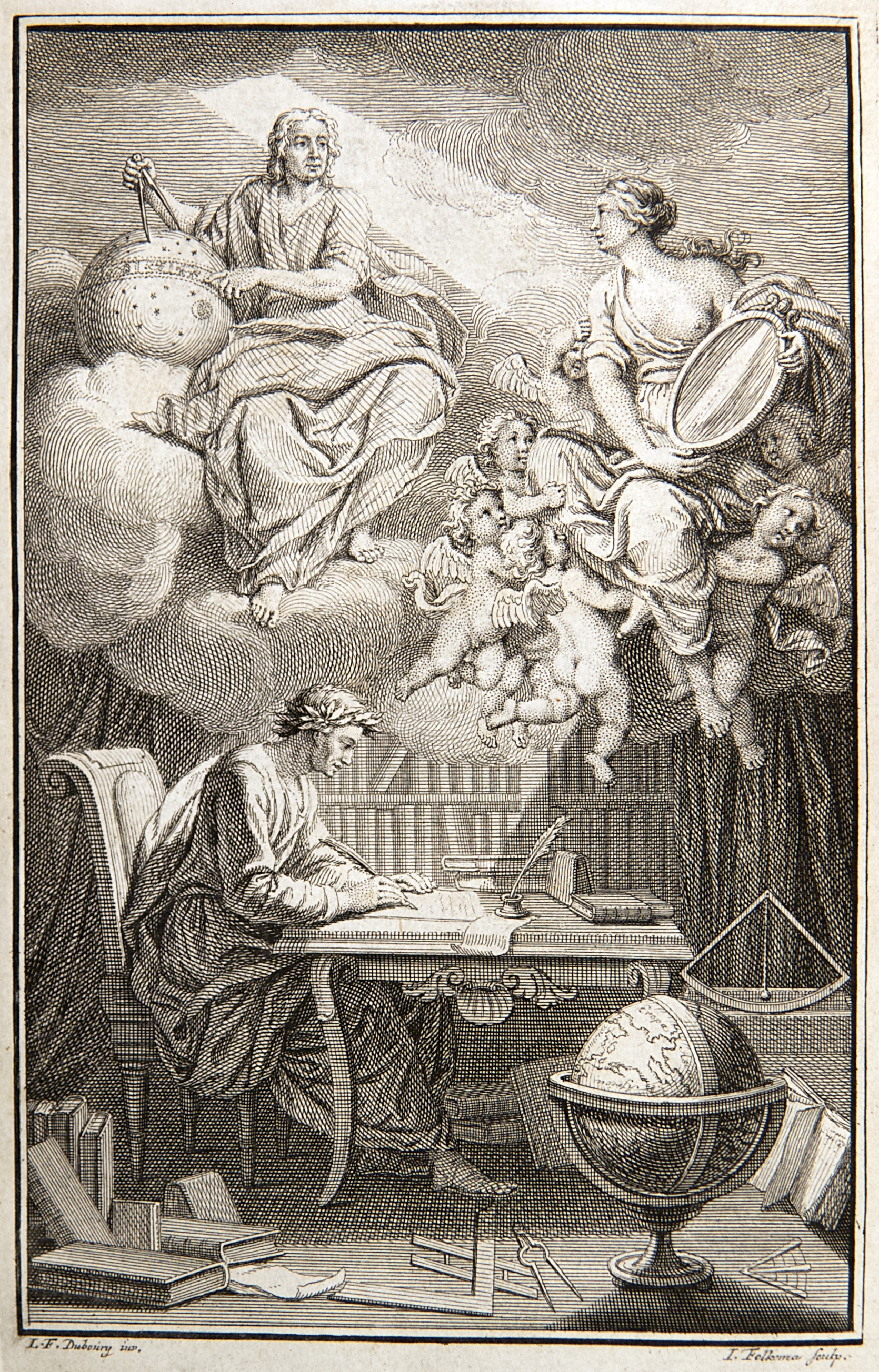
在他們翻譯的牛頓著作扉頁圖上，夏特萊侯爵夫人被描繪為伏爾泰的謬思女神，將牛頓在天上的洞見傳遞給伏爾泰。

1734年，伏爾泰正式发表了《哲学通信》 (英語：Letters Concerning the English Nation，法文：Lettres philosophiques sur les Anglais) ，宣扬英国改革後的成就，抨击法国的专制政体。书信集出版后即被查禁，巴黎法院下令逮捕作者。他逃至女友夏特萊侯爵夫人在西雷村的庄园，隐居15年。这期间他一度被宫廷任命为史官，并分别于1743年当选为英国皇家学会会员，1746年当选为法兰西学院院士。宁静的隐居生活使得伏尔泰的才能得到了充分的发挥，写下了许多史诗、悲剧以及历史、哲学著作，如哲学和科学著作《形而上学》、《牛顿哲学原理》；戏剧《凯撒之死》、《穆罕默德》、《放荡的儿子》、《海罗普》；哲理小说《查第格》等。这些作品的发表使得伏尔泰名聲響亮。除了哲學上的討論以外，他們在同居處設立物理實驗室，一起研讀牛頓的《自然哲學的數學原理》，並且夏特萊侯爵夫人是最早把《自然哲學的數學原理》從拉丁文翻譯成法文的人。
伏爾泰深信牛頓的理論，尤其是光學（牛頓發現白光是由光譜上所有顏色相合而成，伏爾泰對此做過不少實驗），以及重力（許多關於牛頓的故事都是伏爾泰所寫的，像是蘋果從樹上掉下的事情是他在倫敦時從牛頓的姪女那得知，並在他的論詩學(Essai sur la poésie épique)中首次提及。）雖然伏爾泰跟侯爵夫人對於戈特弗里德·萊布尼茨（與牛頓同時代的競爭者）的哲學相當有興趣，而且侯爵夫人还採用了部分萊布尼茨的說法來反駁牛頓，但是他們仍是忠實的「牛頓主義者」。她翻譯的牛頓著作直到20世紀仍然是最重要的版本。伏爾泰所著的《牛頓哲學原理》（Eléments de la philosophie de Newton），有可能是跟夫人所合著的，把牛頓介紹給了廣大民眾。許多學者認為，這本著作使得牛頓光學與力學理論終於被廣大民眾所認識與接納。

### 柏林時期

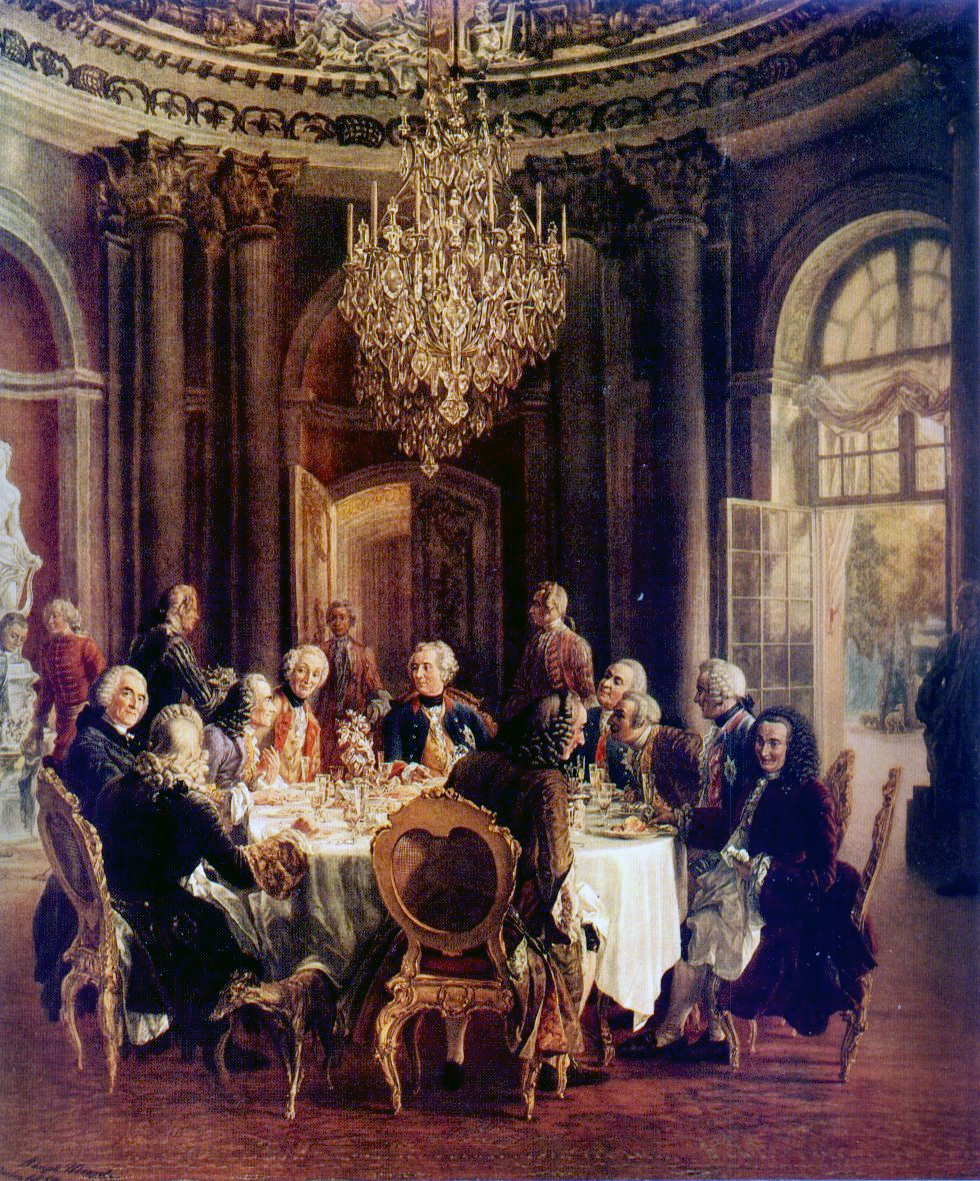
圓桌（Die Tafelrunde） 阿道夫·冯·门采尔所繪.腓特烈大帝的賓客齊聚在無憂宮的大理石大廳，包括了普魯士科學的成員以及伏爾泰（左起第三，坐者。）

1749年，夏特萊侯爵夫人因難產逝世。伏爾泰短暫地回到巴黎。1750年，想在政治上有所作为的伏尔泰应仰慕他已久的普魯士国王腓特烈二世（腓特烈大帝）邀请到柏林，得到了一个不错的宫廷文学侍从的职位以及很好的待遇。他作为一名哲学家，与法语说得近乎完美的国王建立了友谊。但是这两位朋友没有能够长时间地互相包容对方，前者拥有高超的智力与犀利的性格，后者喜怒无常，习惯于别人的唯命是从。分歧的扩大不可避免，并且在1753年，伏爾泰与另一位国王赏识的科学家莫佩尔蒂发生争执，伏尔泰写文章讽刺莫佩尔蒂的荒谬论文。但后者得到国王的支持。这一事件导致了他与国王关系的破裂，并促使他离开普鲁士。他在居留柏林时期最重要的出版著作是《路易十四时代》。

### 费内
离开普鲁士后，伏尔泰在法国和日内瓦边境上，一个叫费内的地方置產定居。此后，他全心投入到火热的启蒙运动中。一方面用化名写作和印发大量小册子，猛烈抨击天主教会和新教的宗教迫害专制政府的草菅人命等罪行；另一方面热情支持年轻一代的启蒙思想家特别是百科全书派的斗争，积极为他们撰写条目，《哲学辞典》就是他为《百科全书》所写的哲学条目的汇编。同时，除了继续创作戏剧作品外，他还完成了《彼得大帝治下的俄罗斯》、《议会史》等历史著作和《老实人》、《天真汉》等哲理小说。伏尔泰的奮戰不懈，推动了启蒙运动的蓬勃发展，他也被人们尊称为“费内教长”。

### 去世
1778年2月10日，83岁高龄的伏尔泰回到阔别29年的巴黎，受到人民热烈的欢迎。这也成为伏尔泰人生發展最辉煌的顶点。不久，他便病倒了，于同年与世长辞。
临终前，伏尔泰对自己的后事做了交代：把棺材一半埋在教堂里，一半埋在教堂外。意思是说，上帝让他上天堂，他就从教堂这边上天堂；上帝让他下地狱，他可以从棺材的另一头悄悄溜走。
伏尔泰的灵柩被巴黎人民永久地摆放在先贤祠中，并亲切地称呼他是“精神王子”。伏尔泰是启蒙的斗士，一生为思想和言论自由而战，靠自己的笔过一种独立的生活。

## 主張
伏爾泰不信任民主，倾向君主立宪制，提倡自然神論，批判天主教会，主张天赋人权、人生而平等、法律面前人人平等以及言论自由。一段箴言以伏尔泰的名义广为流传：「我不同意你的意見，但我誓死捍衛你發言的權利。（法語： 英語：）」，人们认为这代表了他对于言论自由的主张。伏爾泰其实從未說过這句話，这句话来自英国作家伊夫林·比阿特麗斯·霍爾於1906年出版的傳記《伏爾泰的朋友們》。她在寫“我不同意你的意見，但我誓死捍衛你發言的權利。”時，“錯誤”地將這句她自己的評語加上了“引號”，結果使後人以為這是轉述自伏爾泰本人的話。
伏爾泰欣赏中国的孔子，因為孔子是用道德的說服力來影響他人，而不是用宗教狂熱和個人崇拜。崇拜中國儒家思想，並將中國的政治體制視為最完美的政治體制。因為中國的文官制度能讓下層階級人民得以晉升為統治階層。他視孔子為真正的哲學家，他曾說“那個聖人是孔夫子，他自視清高，是人類的立法者，絕不會欺騙人類。沒有任何立法者比孔夫子曾對世界宣佈了更有用的真理。”

### 批判天主教
對於天主教，伏爾泰把教宗比作“兩足禽獸”，傳教士是“文明惡棍”，天主教是“一些狡猾的人佈置的一個最可恥的騙人羅網”。他號召“每個人都按照自己的方式與駭人聽聞的宗教狂熱作鬥爭，一些人咬住他的耳朵；另一些人踩住他的肚子，還有一些人從遠處痛駡他。”

### 對神聖羅馬帝國的評價
對於神聖羅馬帝國，伏爾泰在《風俗論》第70章評價它“既不神圣，也不罗马，更非帝国。”
現代也有人以上述語調來反諷美軍MRE口糧早期的難吃程度 (「既非食品、也非現成、更不能吃」（Three Lies for the Price of One: it's not a Meal, it's not Ready, and you can't Eat it）)。

## 著作

### 主要著作
- 《哲学通信》（Lettres philosophiques sur les Anglais） (1733)，後重編為《英國通信集》Letters on the English （又译为《关于英吉利国的书信》）(約1778)
- 《俗世之人》(Le Mondain) (1736)
- Sept Discours en Vers sur l'Homme (1738)
- 《札第格》(Zadig) (1747)
- 《路易十四时代》(1751)
- 《微型巨人》(Micromégas) (1752)
- 《风俗论》(Essai sur les mœurs et l'esprit des nations)(1756)
- 《憨第德》（Candide）（1759）
- Ce qui plaît aux dames (1764)
- 《哲學辭典》(Dictionnaire philosophique) (1764)
- 《天真汉》(L'Ingénu) (1767)
- La Princesse de Babylone (1768)

### 戲劇
伏爾泰共創作五十到六十部劇本，包括一些未完成的作品。其中包括：
- 《俄狄浦斯王》(Œdipe) (1718)
- 《扎伊爾》(Zaïre ) (1732)
- Eriphile (1732)
- Irène
- 《蘇格拉底》(Socrates)
- 《穆罕默德》
- 《梅羅珀》(Mérope)
- Nanine
- 《中国孤儿》(1755)[15]